# 山蟌科
山蟌科（学名：Megapodagrionidae）是蜻蛉目下的一个科。

## 下属分类
本科包括以下属：